# Relaciones Belice-México
Las relaciones entre Belice y los Estados Unidos Mexicanos comprenden una serie de lazos diplomáticos así como económicos e históricos entre ambas naciones. Belice y México son países limítrofes con una frontera común de 278.27 kilómetros de longitud. Ambas naciones establecieron relaciones diplomáticas oficiales en 1981 después de que Belice obtuvo su independencia, sin embargo, desde 1893 existían relaciones diplomáticas entre México y Honduras británica administrada por la Gran Bretaña.
Los dos países pertenecen a la Asociación de Estados del Caribe, Comunidad de Estados Latinoamericanos y Caribeños, Naciones Unidas y la Organización de Estados Americanos.

## Historia

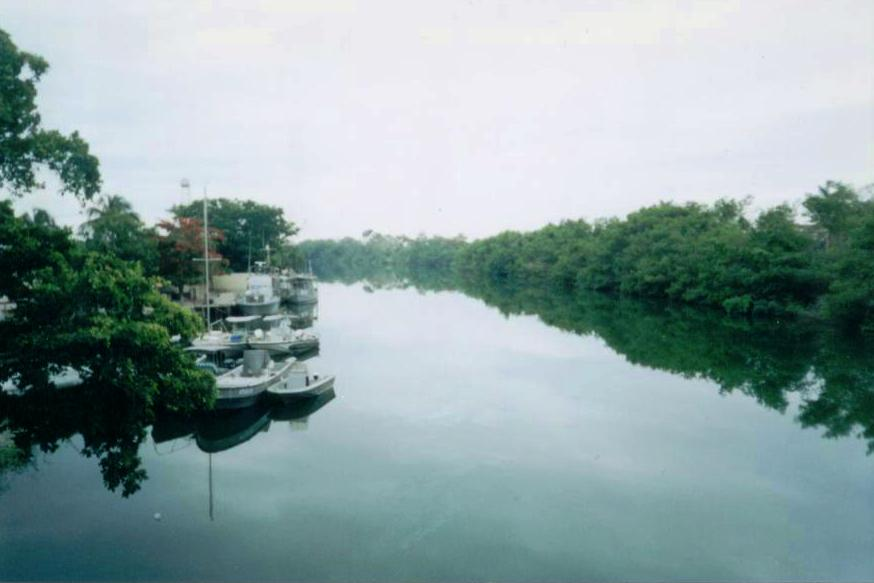
El río Hondo abarca casi la totalidad de la frontera entre Belice y México

La península de Yucatán, hoy dividido entre las naciones de Belice, Guatemala y México; formaba parte de una continuidad lingüística y cultural al integrar gran parte del Imperio Maya. Los españoles reclamaron el territorio de Belice y lo incorporaron a la Capitanía General de Guatemala, sin embargo, jamás colonizaron el territorio con eficacia. Esto dejó un vacío en el territorio que los británicos comenzaron a llenar fundando establecimientos en el territorio de Belice pese a la oposición española que jamás pudo expulsar efectivamente a los británicos. Éstos llamaron a Belice Honduras Británica (British Honduras).
Tras obtener su independencia en 1821, México heredó de España los reclamos sobre el territorio de Belice 
entre  el río Hondo y el río  Sibún, mismos que pronto abandonó. En 1893, México y el Reino Unido subscribieron el Tratado de Límites sobre Honduras Británicas, que aún se encuentra en vigor; para establecer los límites fronterizos de México con el actual Belice. A partir de 1958 México manifestó el respeto al principio de la libre determinación del pueblo beliceño por encima de cualquier reclamación territorial mexicana.
En 1980, México junto a otros 38 países copatrocinó el proyecto de resolución sobre la independencia de Belice en la Cuarta Comisión de la Asamblea General de la ONU. México fue el primer país en establecer relaciones diplomáticas con Belice al obtener su independencia en 1981. En 1982, el primer ministro de Belice George Cadle Price se convirtió en el primer jefe de Estado de Belice en hacer una visita oficial a México. En 1986, Belice abrió una embajada en la Ciudad de México. En 1988, el presidente mexicano Miguel de la Madrid se convirtió en el primer jefe de Estado mexicano en hacer una visita oficial a Belice. Desde entonces, ha habido varias visitas de alto nivel entre jefes de Estado de ambas naciones.
En 2021, ambas naciones celebraron 40 años de relaciones diplomáticas. En mayo de 2022, el presidente mexicano Andrés Manuel López Obrador realizó una visita oficial a Belice. En octubre de 2024, el Primer ministro Johnny Briceño viajó a México para asistir a la toma de posesión de la presidenta Claudia Sheinbaum.

## Visitas de alto nivel
Visitas de alto nivel de Belice a México
- Primer ministro George Cadle Price (1982, 1983)
- Primer ministro Manuel Esquivel (1985, 1993, 1994, 1995, 1997)
- Primer ministro Said Musa (1999, 2000, 2004, 2006, 2007)
- Primer ministro Dean Barrow (2010, 2012)
- Primer ministro Johnny Briceño (2021, 2023, mayo y octubre de 2024)

Visitas de alto nivel de México a Belice
- Presidente Miguel de la Madrid (1988)
- Presidente Carlos Salinas de Gortari (1991)
- Presidente Vicente Fox (2005)
- Presidente Felipe Calderón (2007)
- Presidente Enrique Peña Nieto (2017)
- Presidente Andrés Manuel López Obrador (2022)

## Acuerdos bilaterales
Ambas naciones han firmado varios acuerdos bilaterales como un Acuerdo de Límites Territoriales de Honduras Británica firmado entre México y el Reino Unido (1893); Acuerdo Postal (1911); Acuerdo de Intercambios Culturales (1982); Acuerdo sobre la ejecución de sentencias penales (1986); Acuerdo de Cooperación para Combatir el Narcotráfico y la Dependencia de Drogas (1990); Acuerdo de Cooperación en la Preservación y Mantenimiento de Zonas Arqueológicas (1990); Acuerdo de Cooperación Turística (1990); Acuerdo para la Protección y Restitución de Monumentos Arqueológicos, Artísticos e Históricos (1991); Acuerdo para la Protección y Mejora del Medio Ambiente y la Conservación de los Recursos Naturales en la Zona Fronteriza (1991); Acuerdo de Cooperación Científica y Técnica (1995) y un Acuerdo de Intercambio de Información sobre Asuntos Tributarios (2011).

## Transporte y cruces fronterizos
Hay vuelos directos entre ambas naciones con Tropic Air. También hay varios cruces fronterizos a lo largo de la frontera Belice-México.

## Comercio
En 2023, el comercio bilateral entre ambas naciones ascendió a $185.2 millones de dólares. Las exportaciones de Belice a México incluyen: camarones y crustáceos; motores; piezas de maquinaria y chatarra. Las exportaciones de México a Belice incluyen: energía eléctrica; textiles; cemento y piezas para la industria del cemento.
En la Zona Libre de Belice el peso mexicano tiene libre circulación, restringiéndose solo al canje de billetes y monedas en efectivo, pero no en cajeros automáticos.

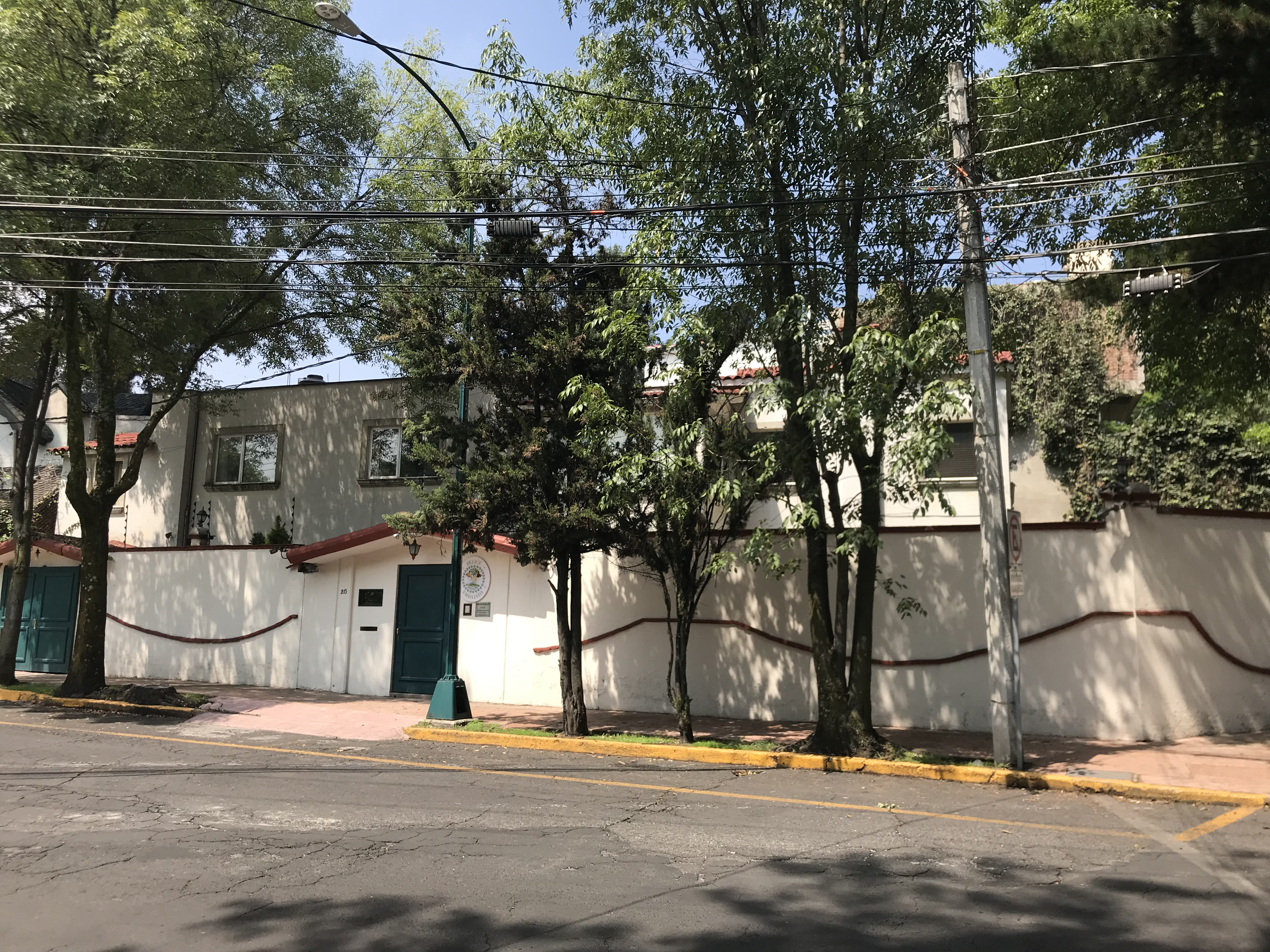
Embajada de Belice en la Ciudad de México

## Misiones diplomáticas residentes
- Belice tiene una embajada en la Ciudad de México.[9]
- México tiene una embajada en Belmopán y un sección consular en la Ciudad de Belice.[10]